# NJPW Declaration of Power
NJPW Declaration of Power fue un evento de lucha libre profesional producido por la empresa New Japan Pro-Wrestling (NJPW), que tuvo lugar el 10 de octubre de 2022 desde la Arena Kokugikan en Tokio, Japón. Se llevó a cabo en celebración del Día del Deporte, que corresponde a un día festivo japonés, y en conmemoración al aniversario número 50 de NJPW, lleva el nombre del evento Declaration of Power que tuvo lugar originalmente a finales de los 90 y principios de los 2000.

## Antecedentes
En el torneo G1 Climax 32, Tama Tonga derrotó al Campeón Mundial Peso Pesado de la IWGP, Jay White, por lo que ganó el derecho a retarlo a una lucha por el título.

## Resultados
En paréntesis se indica el tiempo de cada combate:
- Ren Narita, Robbie Eagles y David Finlay derrotaron a Suzuki-gun (DOUKI, Yoshinobu Kanemaru & El Desperado) (7:28).
  - Narita cubrió a DOUKI después de un «Narita Special #4».
- Dangerous Tekkers (Taichi & Zack Sabre Jr.) derrotaron a TMDK (Bad Dude Tito & Shane Haste) (9:58).
  - Sabre cubrió a Tito después de un «European Clutch».
- Ryusuke Taguchi, Hikuleo y Hiroshi Tanahashi derrotaron a House of Torture (SHO, Yujiro Takahashi & Evil) (con Dick Togo) (7:14).
  - Taguchi cubrió a SHO después de un «Chokeslam» de Hikuleo.
  - El Campeonato en Parejas de Peso Abierto 6-Man NEVER de House of Torture no estuvo en juego.
- United Empire (Great-O-Khan & Jeff Cobb) derrotaron a Bishamon (Hirooki Goto & Yoshi-Hashi) (10:09).
  - Cobb cubrió a Yoshi-Hashi después de un «Tour of the Islands».
- Los Ingobernables de Japón (BUSHI, Hiromu Takahashi, SANADA & Tetsuya Naito) derrotaron a United Empire (Francesco Akira, TJP, Aaron Henare & Will Ospreay) (8:07).
  - BUSHI cubrió a Akira después de un «MX».
  - Después de la lucha, Titán se unió a Los Ingobernables de Japón.
- Master Wato derrotó a Taiji Ishimori (14:40).
  - Wato cubrió a Ishimori después de un «Recientemente II».
  - Después de la lucha, Wato, Hiromu Takahashi y El Desperado desafiaron a Ishimori por el título.
  - El Campeonato Peso Pesado Júnior de la IWGP de Ishimori no estuvo en juego.
  - Originalmente Kushida iba a enfrentar a Ishimori pero por problemas médicos no fue dado de alta para competir y Wato tomó su lugar.
- Shingo Takagi derrotó a El Phantasmo y retuvo el Campeonato KOPW 2022 (16:01).
  - Takagi forzó a Phantasmo a rendirse con un «Ground Cobra Twist».
  - El perdedor debía tomar el micrófono y conceder al público y al ganador un "eres mi papá".
- Kazuchika Okada derrotó a JONAH (19:53).
  - Okada cubrió a JONAH después de un «Rainmaker».
- Jay White (con Gedo) derrotó a Tama Tonga (con Jado) y retuvo el Campeonato Mundial Peso Pesado de la IWGP (31:07).
  - White cubrió a Tonga después de un «Bladerunner».
  - Después de la lucha, Okada confrontó a White.